# Bitwa pod Belmont
Bitwa pod Belmont – nierozstrzygnięta bitwa, która rozegrała się 7 listopada 1861 roku w trakcie amerykańskiej wojny secesyjnej. Unioniści (ok. 3 000 ludzi) pod dowództwem Ulyssesa Granta starli się z siłami południa pod dowództwem gen. Gideona Pillowa. 
Unioniści przeprawili się przez rzekę Missisipi, zostawili na miejscu lądowania regiment piechoty jako ubezpieczenie, po czym ruszyli do ataku na odległe o 3 mile Belmont, w którym znajdowało się 2500 południowców Pillowa. Bitwa była bardzo zacięta, unioniści jednak mając sporą przewagę liczebną zaczęli spychać południowców z ich pozycji. Gdy jednak z innych rejonów zaczęły przybywać posiłki dla konfederatów i zagroziło to odcięciem unionistów od rejonu lądowania, Grant zdecydował się na odwrót. Pod osłoną dział kanonierek USS "Tyler" i "Lexington", oddziały Unii zdołały wycofać się na statki transportowe
Obie strony uznały tę bitwę za swoje zwycięstwo. Północ straciła 120 zabitych, 383 rannych i 104 zaginionych lub jeńców, a Południe straciło 105 zabitych, 419 rannych, 106 wziętych do niewoli i 11 zaginionych i 8 dział.